# Baliospermum solanifolium
Baliospermum solanifolium es una especie de planta fanerógama utilizada en la medicina tradicional Ayurvédica. 

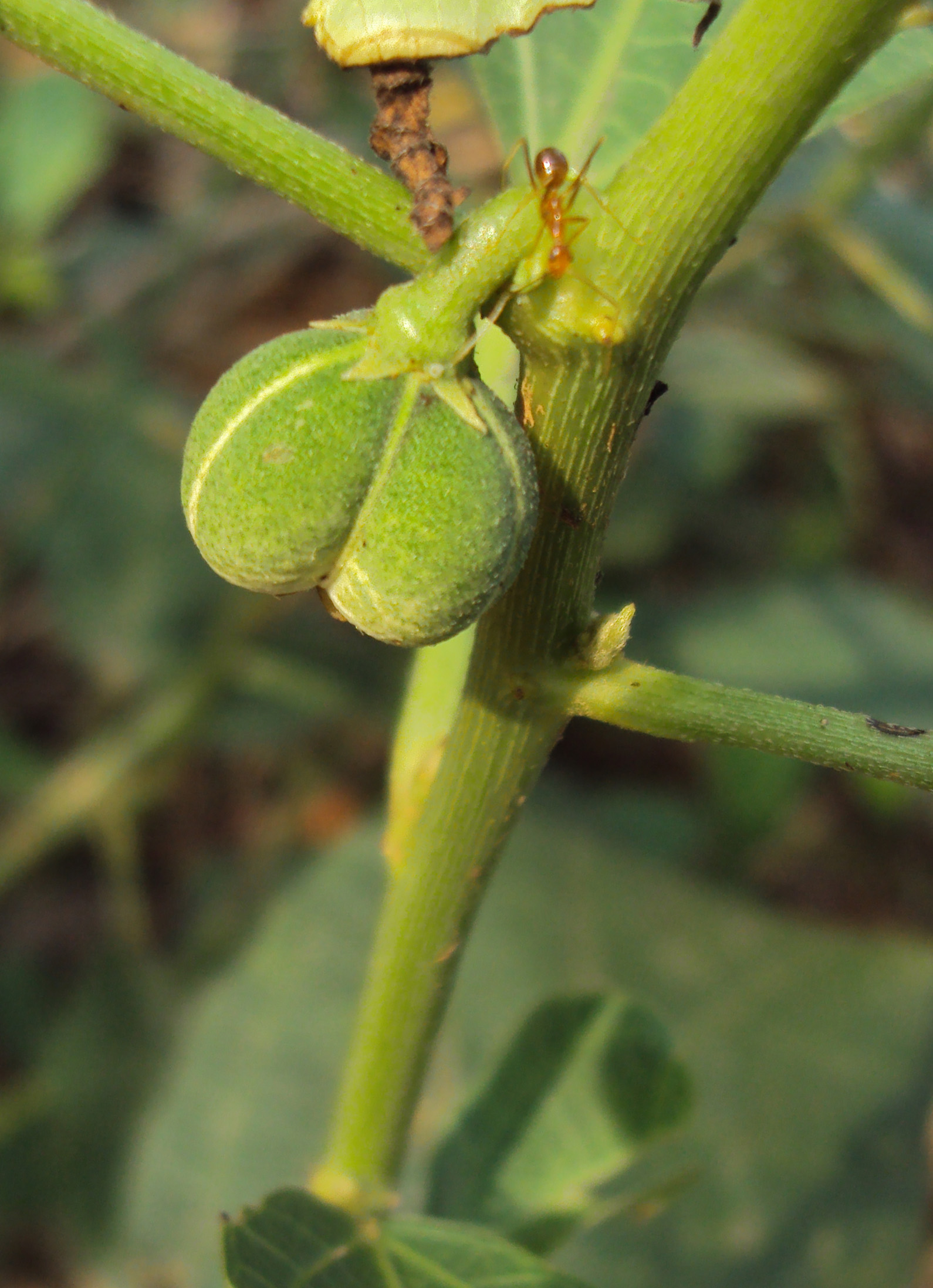
Detalle de la planta

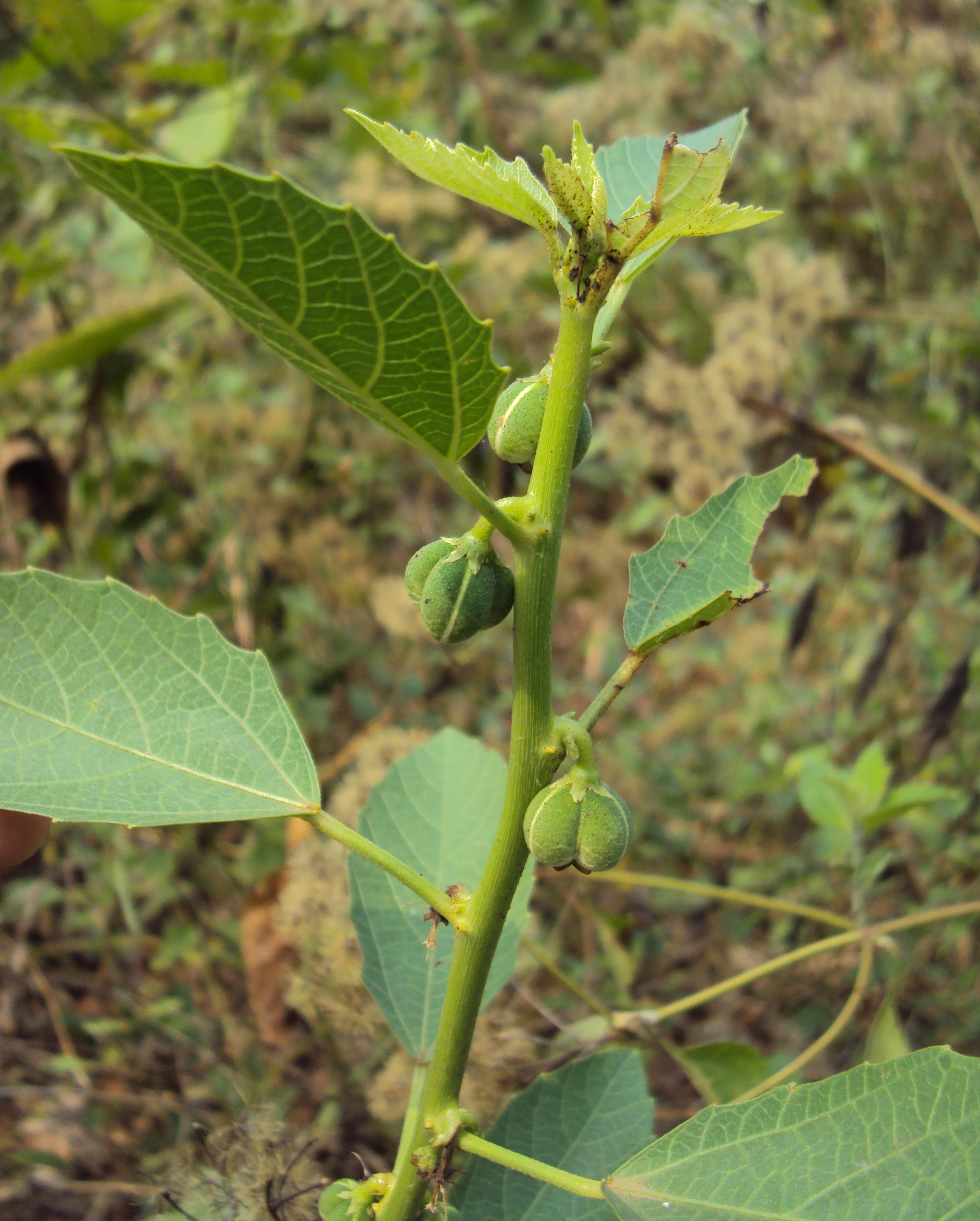
Detalle de la planta

## Descripción
Es un arbusto que alcanza un tamaño de 0,9-1,8 m de altura. Las hojas son simples, sinuadas dentadas, las superiores pequeñas, los inferiores grandes y a veces palmeadas con 3-5 lóbulos. Las flores son numerosas, dispuestas en racimos axilares con flores masculinas anteriores y algunas femeninas abajo. Los frutos son cápsulas, de 8 - 13 mm de largo y obovoides. Las semillas son elipsoidales suave y moteado.

## Distribución
Se distribuye desde la región de Himalaya de Khasi Hills a Cachemira. Es común en Bihar, Bengala Occidental y centro de la India.

## Propiedades
La raíz es la parte medicinal que se usa en el estreñimiento, dolor abdominal, cálculos, helmintiasis, la sarna, afecciones dérmicas, úlceras supurantes. Pasta de la raíz se aplica a las zonas dolorosas e hinchazones. Las hojas se usan en el tratamiento del asma y las semillas se utilizan en la mordedura de serpiente.
Actividades antilucémicas y citotóxicas se han mostrado en los ésteres de 12-deoxiforbol y 12-desoxi-16-hydroxyphorbol, aisladas de B. montanum.
El extracto alcohólico de la planta mostró actividad hipotensora en animales de experimentación. El tallo es anti-dontalgico. Las raíces tienen las siguientes propiedades: purgante, tónica, anodina, digestiva, acres, termogénica, antihelmíntica, diurética, febrífuga, diaforética, rubefaciente y antiinflamatoria. La semilla es rubefaciente, estimulante, purgante y antídoto para la mordedura de serpiente y su aceite es antirreumático. La hoja es usada en la curación de las heridas y es antiasmática. Raíz y semilla oleaginosa es catártica y antidropsical.
La droga constituye una importante serie de preparaciones como Dantyarishta, Kaisoraguggulu gulika, Dantiharitakileham y otras.
Química
Varios compuestos han sido aislados de esta planta como esteroides, triterpenoides, diterpenos glucósidos, saponinas, alcaloides, flavonoides y compuestos fenólicos.

## Taxonomía
Baliospermum solanifolium fue descrita por  (Burm.) Suresh y publicado en Regnum Vegetabile 119: 106. 1988.
Sinonimia
- Baliospermum angulare Decne. ex Baill.
- Baliospermum axillare Blume
- Baliospermum indicum Decne.
- Baliospermum montanum (Willd.) Müll.Arg.
- Baliospermum moritzianum Baill.
- Baliospermum pendulinum Pax
- Baliospermum polyandrum Wight
- Baliospermum raziana Keshaw, Murthy & Yogan.
- Croton polyandrus Roxb.
- Croton roxburghii Wall.
- Croton solanifolius Burm.
- Croton solanifolius Geiseler
- Jatropha montana Willd.
- Ricinus montanus (Willd.) Wall.[10][11]